# Reims
Reims (udtale [ʁɛ̃s]?,  lyt ?) er en by i det nordlige Frankrig, hvor de franske konger traditionelt blev kronet i Notre-Dame de Reims.
Her bliver størstedelen af al Champagne fremstillet.
Fodboldklubben Stade de Reims blev stiftet i 1911, og spiller sine hjemmekampe på Stade Auguste Delaune i centrum af byen.
Racerbanen Reims-Gueux ligger ca. 7,5 km vest for byen. Racerbanen var aktiv fra 1926 til 1972, hvor der var F1 løb fra 1950-1966. Reelt drejede det sig om nogle offentlige vejstykker, som blev let modificerede og så spærret af når der skulle afholdes motorløb. 

## Uddannelse
- NEOMA Business School